# CTV Drama Channel
CTV Drama Channel es un canal de televisión por cable canadiense de idioma inglés propiedad de Bell Media. La cadena se concentra en las artes incluyendo: música, danza, literatura, teatro, artes visuales, danza moderna, opera y arquitectura. Originalmente usó el lema "NewStyleArtsChannel".
Anteriormente se utilizó el nombre Bravo bajo la licencia de NBC Universal, que posee la base de Bravo (sin el signo de exclamación) en los Estados Unidos. Sin embargo aparte del nombre la serie de entrevistas " Inside the Actors Studio" y la serie de artes visuales "Work of Art: The Next Great Artist" , no han tenido relación con los dos canales desde el 2001 cuando la cadena estadounidense Bravo (en ese momento bajo la propiedad de Cablevision's Rainbow Media) cambió su dirección lejos para centrar las artes escénicas en un dirección más general. Mientras ambas cadenas cuentan con canales y series, el Bravo de los Estados Unidos recientemente ha sacado en su programación realitys.

## Programación original
Entre programas, Bravo! a menudo transmite cortometrajes de artistas canadienses financiados por la fundación Bravo!FACT.
Los cortosvan desde la comedia, al drama, de la opera, al jazz y la animación. 
- Arts & Minds.
- At the Concert Hall.
- Bravo!Fact Presents - Bravo!Fact Presents, se emite semanalmente en el canal A y por Bravo!.
- Bravo!NEWS.
- Bravo! Videos.
- Live at the Rehearsal Hall.
- The O'Regan Files.

Bravo! ha producido también una serie de notables especiales, entre ellos la transmisión por televisión del concierto de la banda de rock canadiense Spirit of the West's con la Orquesta Sinfónica de Vancouver.